# Elmisaurus
Elmisaurus is een geslacht van uitgestorven theropode dinosauriërs, behorend tot de groep van de Oviraptorosauria, dat leefde tijdens het Laat-Krijt.
De typesoort van het geslacht is Elmisaurus rarus uit Mongolië. Sommige onderzoekers erkennen ook de tweede soort Elmisaurus elegans uit Noord-Amerika.

## Vondst en naamgeving

### Elmisaurus rarus
In 1970 vond een Pools-Mongoolse paleontologische expeditie in de provincie Ömnögovĭ twee zeer fragmentarische skeletten van een oviraptorosauriër. In 1981 werden deze door Halszka Osmólska benoemd en beschreven als de typesoort Elmisaurus rarus. De geslachtsnaam is afgeleid van het Mongools elmyi of ölmyi, 'voetzool', een verwijzing naar de vergroeide middenvoetsbeenderen. De soortaanduiding betekent 'zeldzaam' in het Latijn, een verwijzing naar het feit dat in zes veldseizoenen maar twee keer een fossiel van de soort was gevonden. In 2000 emendeerde George Olshevsky de soortnaam tot Elmisaurus rara maar dat berustte op een vergissing.

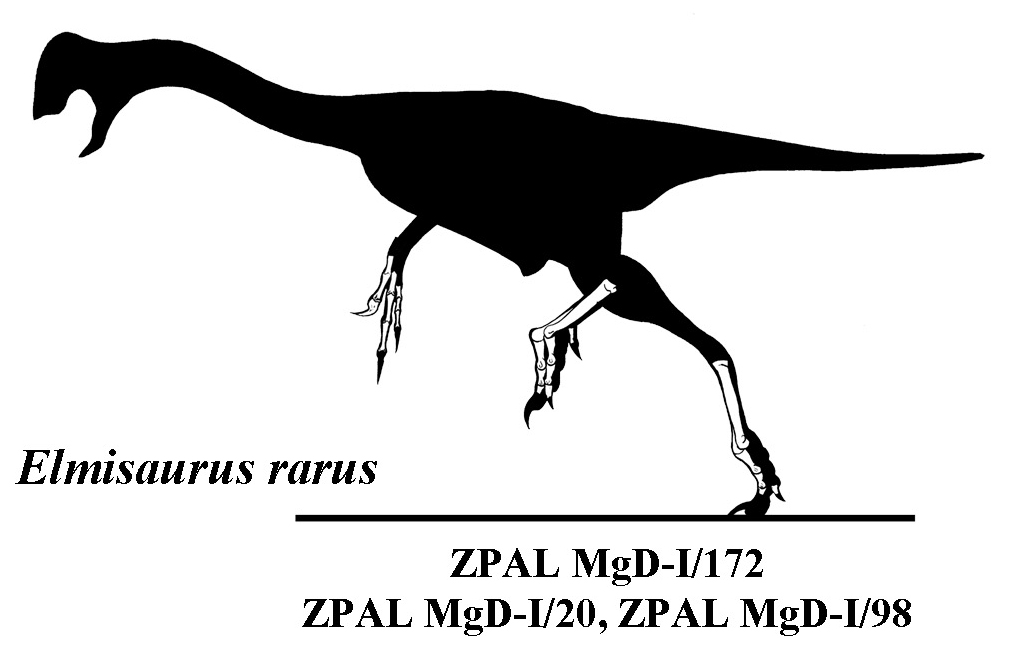
Diagram van bewaarde botten door Jaime Headden

Het holotype ZPAL MgD-I/172 is gevonden in de Nemegtformatie die dateert uit het Laat-Campanien of Vroeg-Maastrichtien, ongeveer zeventig miljoen jaar oud. Het bestaat uit een gedeeltelijke linkermiddenvoet met enkelbeenderen. In 2018 werd gemeld dat verdere preparering een schouderblad, heiligbeen, bekken en achterpoot aan het licht bracht. Er zijn twee paratypen: ZPAL MgD-I/98 bestaat uit een rechterhand en een rechtervoet die wellicht aan eenzelfde individu toebehoren. ZPAL MgD-I/20 is de bovenkant van een linkervoet van een groter individu. In 2001 wees Philip John Currie een stuk voet, PJC. 2001.8, en een gedeeltelijk skelet met achterpoten en ruggenwervels aan de soort toe.
In 2000, 2001 en 2002 vonden expedities in de westelijke Sayrwoestijn belangrijk aanvullend materiaal. Dat werd in 2016 aan de soort toegewezen. Het betreft de specimina MPC-D 102/006: een rechtertarsometatarsus gevonden door Demchig Badamgarav op 6 september 2000; MPC-D 102/007: een gedeeltelijk skelet met schedel dezelfde dag gevonden door Paul Sealey; MPC-D 102/008: een vierde linkermiddenvoetsbeen gevonden door Badamgarav op 8 september 2000; MPC-D 102/009: de bovenkant van een rechtertarsometatarsus op 15 september 2001 gevonden door Currie; en MPC-D 102/010: een scheenbeen en wervels op 2 augustus 2002 gevonden door J. Edward Horton.
In 1988 hernoemde Gregory S. Paul de soort tot Chirostenotes rarus. De hernoeming, die geen navolging vond, kwam voort uit een verwantschap met Amerikaans materiaal.
In 2021 werd een nieuw skelet beschreven, specimen MPC-D 102/113, een jong dier nabij het holotype van Nomingia gevonden in 2018. Daaruit zou blijken dat Nomingia een jonger synoniem is van Elmisaurus rarus.

### Elmisaurus elegans
In 1930 benoemde William Arthur Parks een nieuwe soort van Ornithomimus: Ornithomimus elegans gebaseerd op holotype ROM 781, een voet in 1926 gevonden bij de Little Sandhill Creek. Al snel werd duidelijk dat het fossiel weinig met Ornithomimus van doen had maar het bleef onduidelijk waar het dan wel om ging. In 1971 benoemde Joel Cracraft een nieuwe soort van Caenagnathus: Caenagnathus sternbergi, gebaseerd op holotype CMN 2690, een stuk onderkaak. Aan beide soorten werden vondsten uit Alberta en Montana toegewezen, respectievelijk van voetbeenderen en onderkaken.
In 1972 meende Dale Russell dat Ornithomimus elegans identiek was aan Macrophalangia canadensis. In 1988 kwamen Currie and Russell tot de conclusie dat al deze Amerikaanse vormen identiek waren aan Chirostenotes pergracilis, althans daar een lichtgebouwde morfe van vertegenwoordigend; mocht dit geacht worden een apart taxon te zijn dan moest dit Chirostenotes elegans genoemd worden. In 1989 echter meende Currie na het bestuderen van twee nieuwe specimina, ROM 37163 en RTMP 82.39.4, dat de vondsten toch nauwer verwant waren aan het Aziatische materiaal. Hij bracht ze daarom onder bij een Elmisaurus elegans. De geldigheid van deze soort is echter niet onomstreden. In 1997 stelde Hans-Dieter Sues dat de overeenkomst met Chirostenotes sterker was en hij benoemde formeel een Chirostenotes elegans. Hij is daarin alleen door de Poolse onderzoeksters gevolgd. In 2013 maakte Nicholas Longrich van Elmisaurus elegans een soort van het geslacht Leptorhynchos. In 2020 werd het het aparte geslacht Citipes.

## Beschrijving

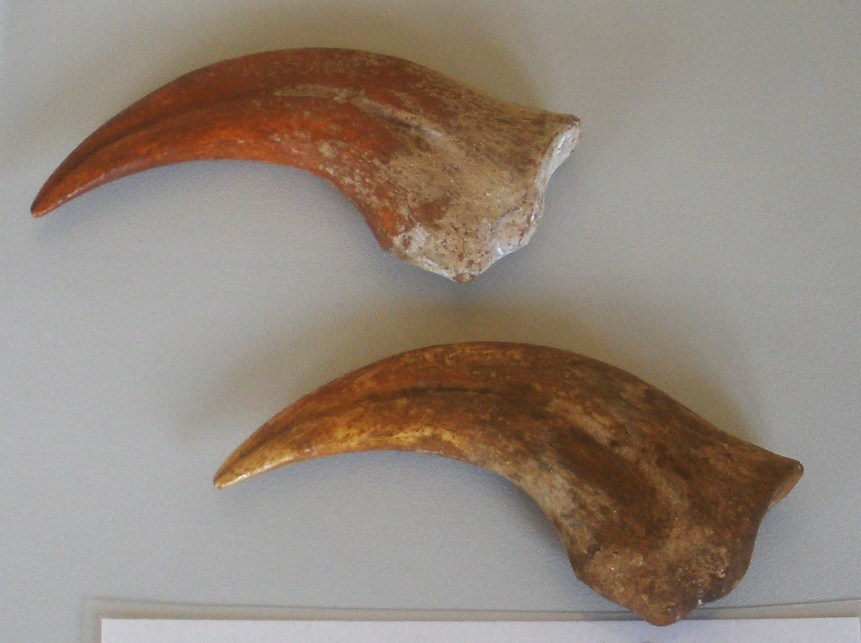
Afgietsel van voetklauwen, getoond in het Oertijdmuseum de Groene Poort en toegeschreven aan Elmisaurus

### Elmisaurus rarus
Gezien de fragmentarische aard van de vondsten is het uiterlijk van Elmisaurus rarus zeer onzeker. De lichaamslengte van het holotype is geschat op 168 centimeter; ZPAL MgD-I/20 is een vijfde langer. Net als bij alle oviraptorosauriërs gaat het hier om een bevederde, warmbloedige tweevoeter.

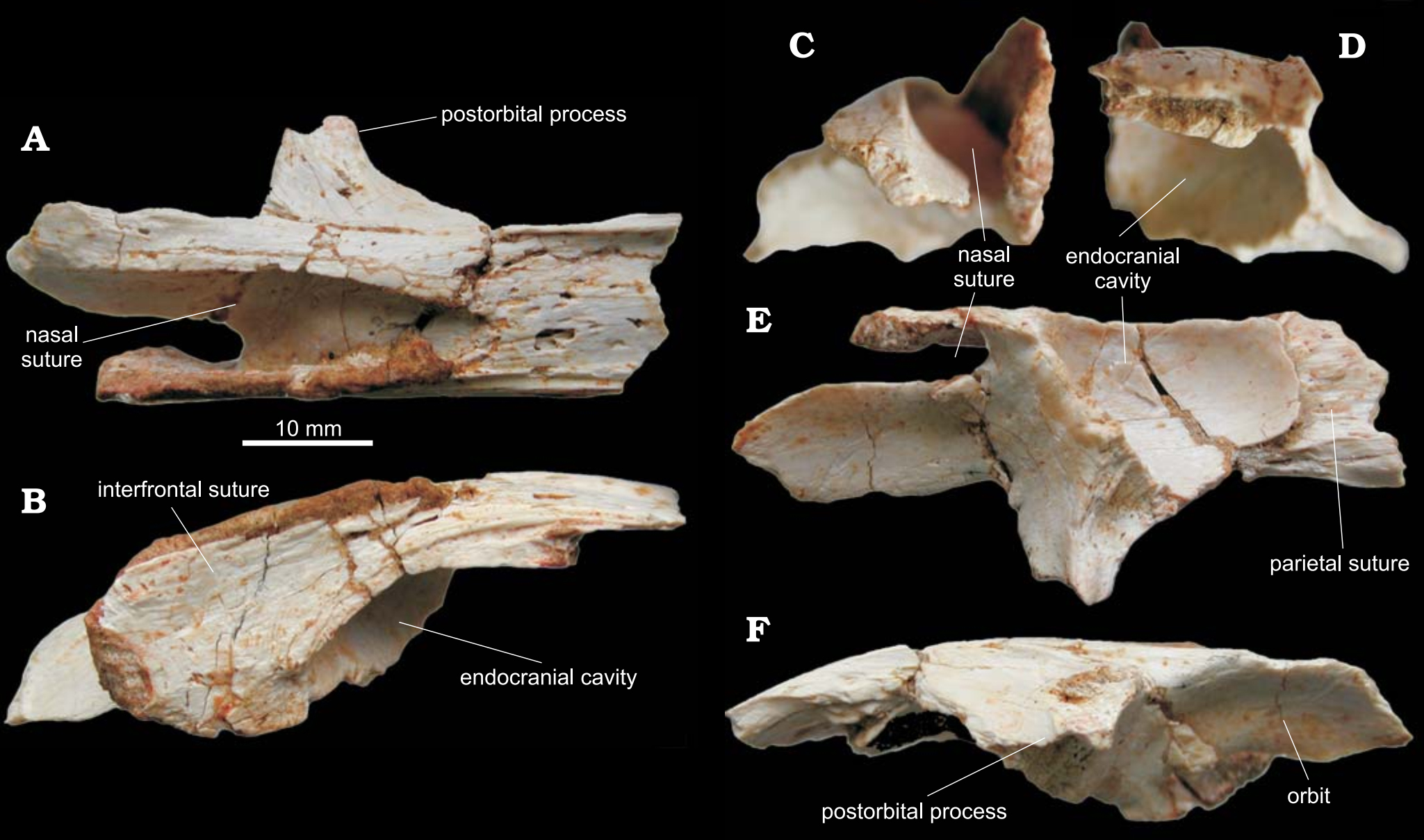
Aan E. rarus toegewezen voorhoofdsbeenderen

De voet is lichtgebouwd en slank, ongeveer vijftien centimeter lang. Het middelste middenvoetsbeentje is bovenaan toegeknepen door de buitenste. Currie wist enkele onderscheidende kenmerken vast te stellen. De middenvoetsbeentjes zijn, ieder individueel, vergroeid met een bovenliggend enkelbeen. De achterkant van de middenvoet is sterk uitgehold. Het tweede en vierde middenvoetsbeentje zijn maar iets korter, boven de drieënnegentig procent, dan het derde. De onderkant van het tweede middenvoetsbeentje kromt naar voren weg van de lengteas van de middenvoet als geheel. Het boveneinde van het derde middenvoetsbeentje is driehoekig in doorsnede. Het vierde middenvoetsbeentje heeft aan de bovenste zijkant een uitsteeksel.
De Poolse onderzoeksters wezen in 2002 op twee verdere kenmerken: een aderopening tussen het derde en het vierde middenvoetsbeentje en de aanwezigheid van verhoogde aanhechtingspunten voor de Musculus tibialis cranialis op de bovenkant van de middenvoetsbeentjes. Dit zijn eigenschappen die verder alleen bij de vogels bekend zijn. Hetzelfde geldt voor de vergroeiing van de tarsalia, de onderste enkelbeenderen, met de middenvoet, metatarsus, tot een tarsometatarsus

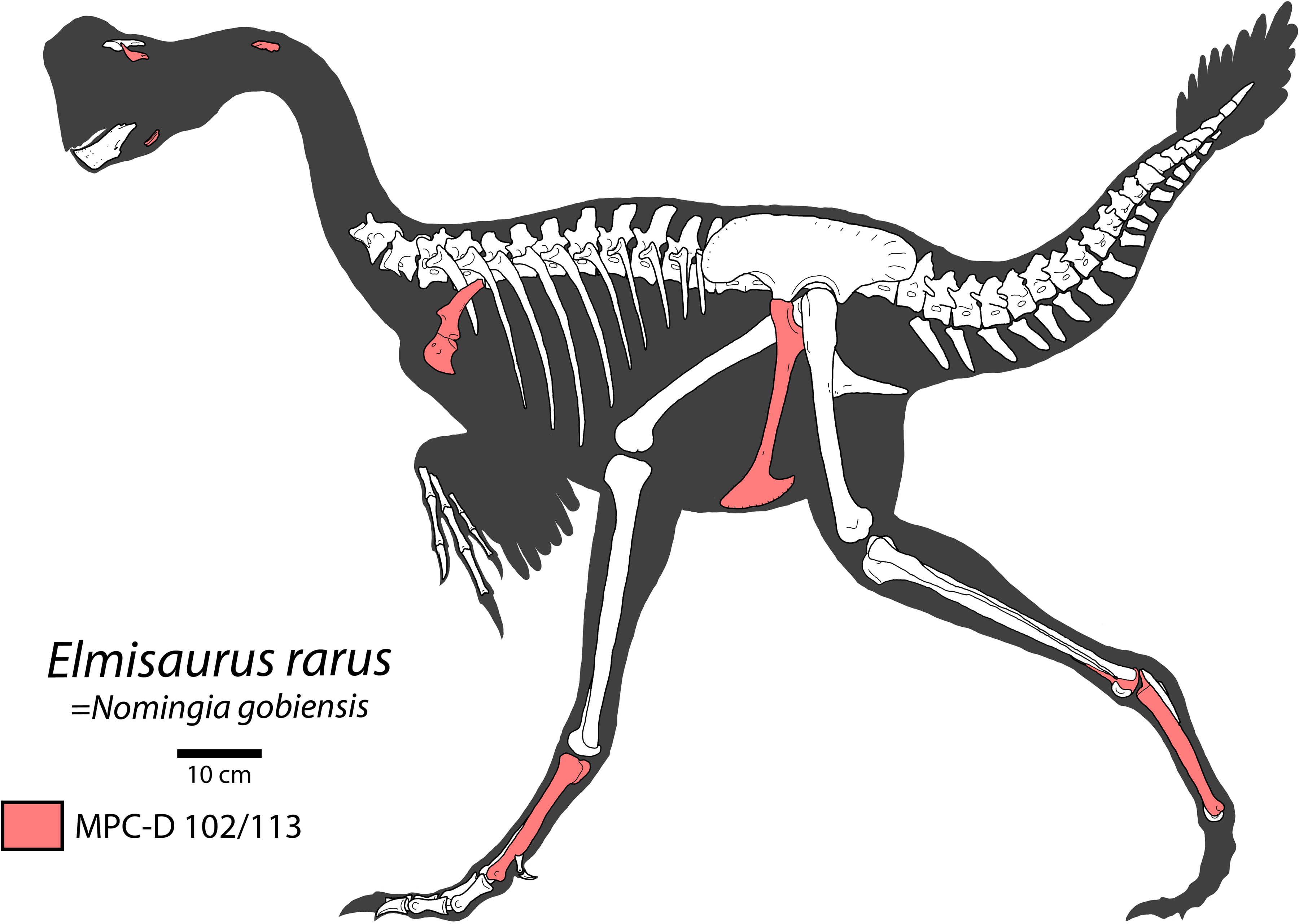
De bekende delen van het skelet indien Nomingia identiek is aan Elmisaurus rarus. Specimen MPC-D 102/113 in het rood

De hand heeft een lengte van ongeveer twintig centimeter en is opnieuw slank gebouwd waarbij vooral de schachten van de botten veel nauwer zijn dan de uiteinden, een kenmerk dat bij andere oviraptorosauriërs niet wordt aangetroffen.

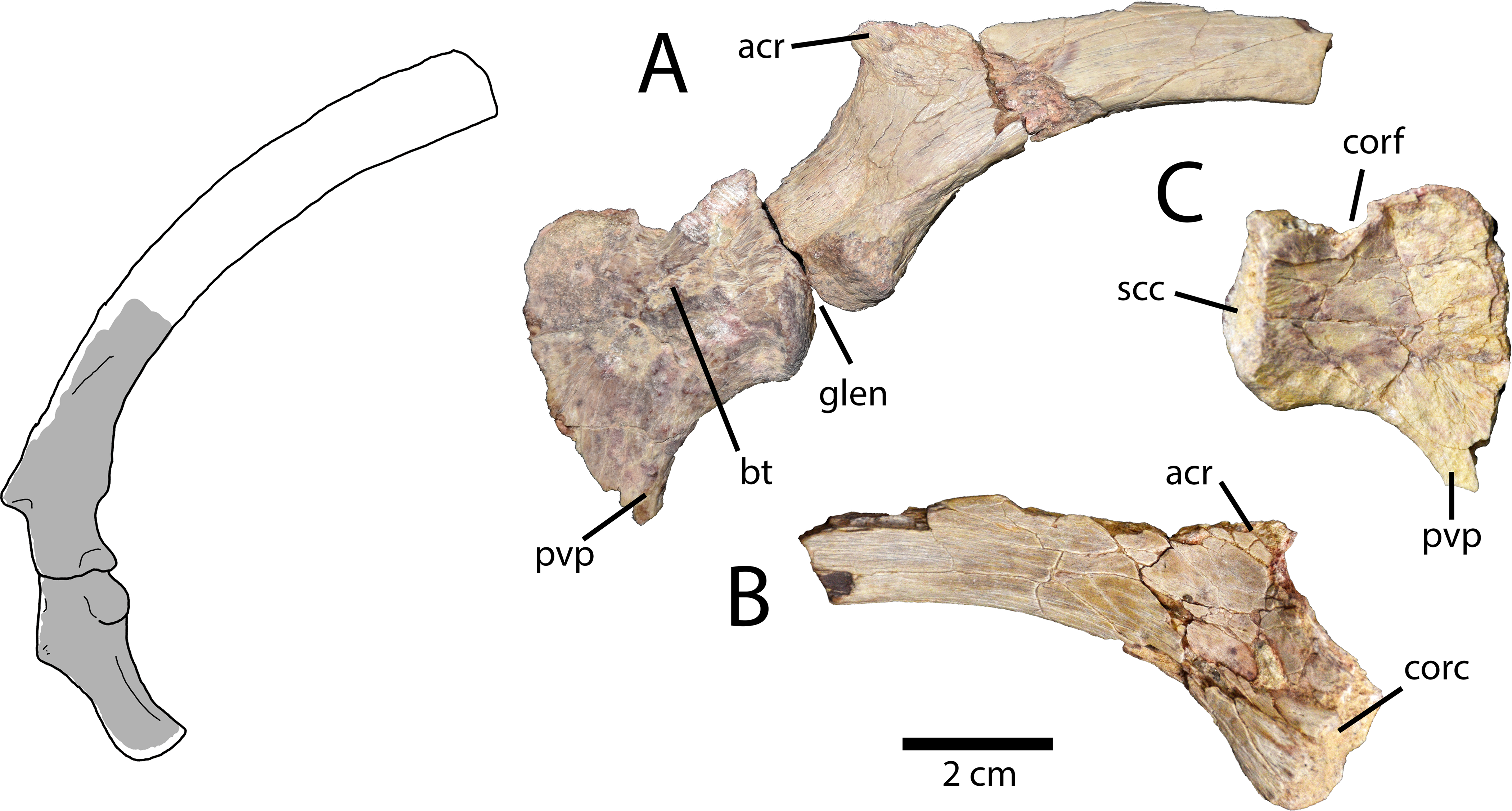
De schoudergordel van MPC-D 102/113

Het materiaal in 2016 beschreven voegt daar een aantal kenmerken aan toe. De voorhoofdsbeenderen lijken een hoge kam te laten zien die over de neus verder liep. De wervels zijn sterk gepneumatiseerd. Het schoudergewricht is naar buiten en beneden gericht. De eerste vinger is dun. De handklauwen zijn sterk gekromd. Het scheenbeen is erg slank. Een knobbel op het bovenvlak van het vierde middenvoetsbeen stak uit naar het vijfde middenvoetsbeen en verhief zich boven het gewrichtsvlak van de middenvoet.
Het materiaal in 2018 en 2021 gemeld of toegewezen biedt nog meer informatie en zou Elmisaurus tot een van de best bekende caenagnathiden maken. Het onderste slaapvenster is klein. Het schoudergewricht ligt voor de positie van de processus acromialis, net als bij Apatoraptor. De achterste haak van het ravenbeksbeen is niet sterk gekromd. Op het ravenbeksbeen liggen het foramen coracoideum en het bultje voor de biceps hoog. Dit alles zou het mogelijk gemaakt hebben de arm verder te strekken, mogelijkerwijs om prooien te pakken. Bij het schaambeen steekt het raakvlak met het zitbeen naar binnen uit. De middenvoet heeft aan de bovenzijde een driestralig achterste uitsteeksel.

### Elmisaurus elegans
Van Elmisaurus elegans zijn enkele fragmenten bekend die wijzen op een lengte van tegen de tweeënhalve meter. Currie wist de volgende verschillen met E. rarus vast te stellen: het tweede middenvoetsbeentje is slanker; van bovenaf bekeken is het achterprofiel van de binnenkant van de middenvoet holler; de richelvormige achterste binnenrand van het vierde middenvoetsbeentje is niet zo duidelijk ontwikkeld; nabij de onderste gewrichten overlappen uitsteeksels van het tweede en vierde middenvoetsbeentje het derde middenvoetsbeentje.

## Fylogenie
Elmisaurus rarus werd oorspronkelijk in een eigen Elmisauridae geplaatst. Currie verhuisde de soort echter in 1988 haar gelijkstellend aan Chirostenotes impliciet naar de Caenagnathidae. In 1989 kwam hij daar weer op terug toen hij Elmisaurus elegans benoemde. Hoewel begin jaren negentig sommige onderzoekers aan de Oviraptoridae dachten, ontwikkelde zich een consensus dat het om een caenagnathide ging. In 2000 plaatste Currie die in een engere Elmisaurinae.
Osmólska en Marýanska meenden in 2002 dat de nauwe overeenkomsten in de voet van Elmisaurus rarus met de vogels geen toeval waren maar erop wezen dat de Oviraptorosauria ook echt tot de Aves behoorden.

## Levenswijze
In 2016 meende Currie dat Elmisaurus een alleseter was. Met zijn meer baar voren en beneden gerichte handen zou hij objecten gemanipuleerd kunnen hebben zoals kleine stukken eten.